# Энантема
Энантема — локальное дискретное поражение слизистых оболочек, характеризующиеся образованием пятен.
Характерно для пациентов с вирусными инфекциями, вызывающими ящур, корь, а иногда ветряную оспу или COVID-19. Кроме того, бактериальные инфекции, такие как скарлатина, также могут быть причиной энантемы. Вышеупомянутые заболевания обычно проявляются экзантемой и энантемой.
Энантема также может указывать на гиперчувствительность.